# Maison de Schönburg
 (octobre 2024).
Si vous disposez d'ouvrages ou d'articles de référence ou si vous connaissez des sites web de qualité traitant du thème abordé ici, merci de compléter l'article en donnant les références utiles à sa vérifiabilité et en les liant à la section « Notes et références ».
La maison de Schönburg est une famille noble d'Allemagne qui était possessionnée en Saxe, Thuringe et Bohême.

## Histoire
Elle est issue de Ulricus de Schunenberg mentionné en 1130. Ernest, mort en 1534, donna naissance à deux lignes, chacun subdivisée en deux branches :
- Schönburg-Stein-Waldenbourg et Schönburg-Stein-Hartenstein : cette "ligne supérieure", qui était l'aînée, possédait les quatre seigneuries de Waldenbourg (de), Hartenstein, Lichtenstein, Stein (de) (au total 304 km2)
- Schönburg-Penig et Schönburg-Rochsburg : cette "ligne inférieure" possédait les cinq seigneuries de Penig, Glauchau, Remissau, Rochsburg (de) et Wechselburg (au total 318 km2).

Cette maison fut élevée au rang de comte du Saint-Empire en 1700, puis en 1790 à l'occasion du couronnement de Léopold II la "ligne supérieure" fut élevée au rang de prince du Saint-Empire (« Fürst »). Les deux lignes furent médiatisée au profit de la Saxe en 1806. Les princes de Schönburg-Waldenburg ainsi que les princes de Schönburg-Hartenstein (qui sont allés en Autriche et en Bohême au XIXe siècle, où ils sont devenus catholiques) et les comtes de Schönburg-Glauchau (également devenu en partie catholique au XIXe siècle) ont conservé leur statut de maison souveraine restantes et certains droits politiques spéciaux en leur qualité de « Standesherren » (« seigneurs de rang »), créés par l' Acte confédéral allemand.
Aujourd'hui, il existe encore trois lignées de la famille : les deux branches princières de la lignée « supérieure » : Schönburg-Waldenburg et Schönburg-Hartenstein, et la lignée « inférieure » des comtes de Schönburg-Glauchau.

## Armes
Les armes de la famille de Schönburg se blasonnent ainsi : ...

## Personnalités
- Hugo de Schönbourg-Waldenbourg (de) (1822-1897), général prussien ;
- Alois Schönburg-Hartenstein (de) (1858-1944), général autrichien ;
- Gloria von Schönburg-Glauchau (1960), mondaine, femme d'affaires ;
- Alice de Bourbon (1876-1975), "Infante d'Espagne" et "Fille de France", épouse de Frédéric de Schönburg-Waldenburg